# Babii, Jovkva
Babii (în ucraineană Бабії) este un sat în comuna Lavrîkiv din raionul Jovkva, regiunea Liov, Ucraina.

## Demografie
Componența lingvistică a localității Babii
     Ucraineană (100%)
Conform recensământului din 2001, toată populația localității Babii era vorbitoare de ucraineană (100%).